# Ancorina stalagmoides
Ancorina stalagmoides är en svampdjursart som beskrevs av Arthur Dendy 1924. Ancorina stalagmoides ingår i släktet Ancorina och familjen Ancorinidae.
Artens utbredningsområde är havet kring Nya Zeeland. Inga underarter finns listade i Catalogue of Life.